# موزه هنرهای معاصر توکیو

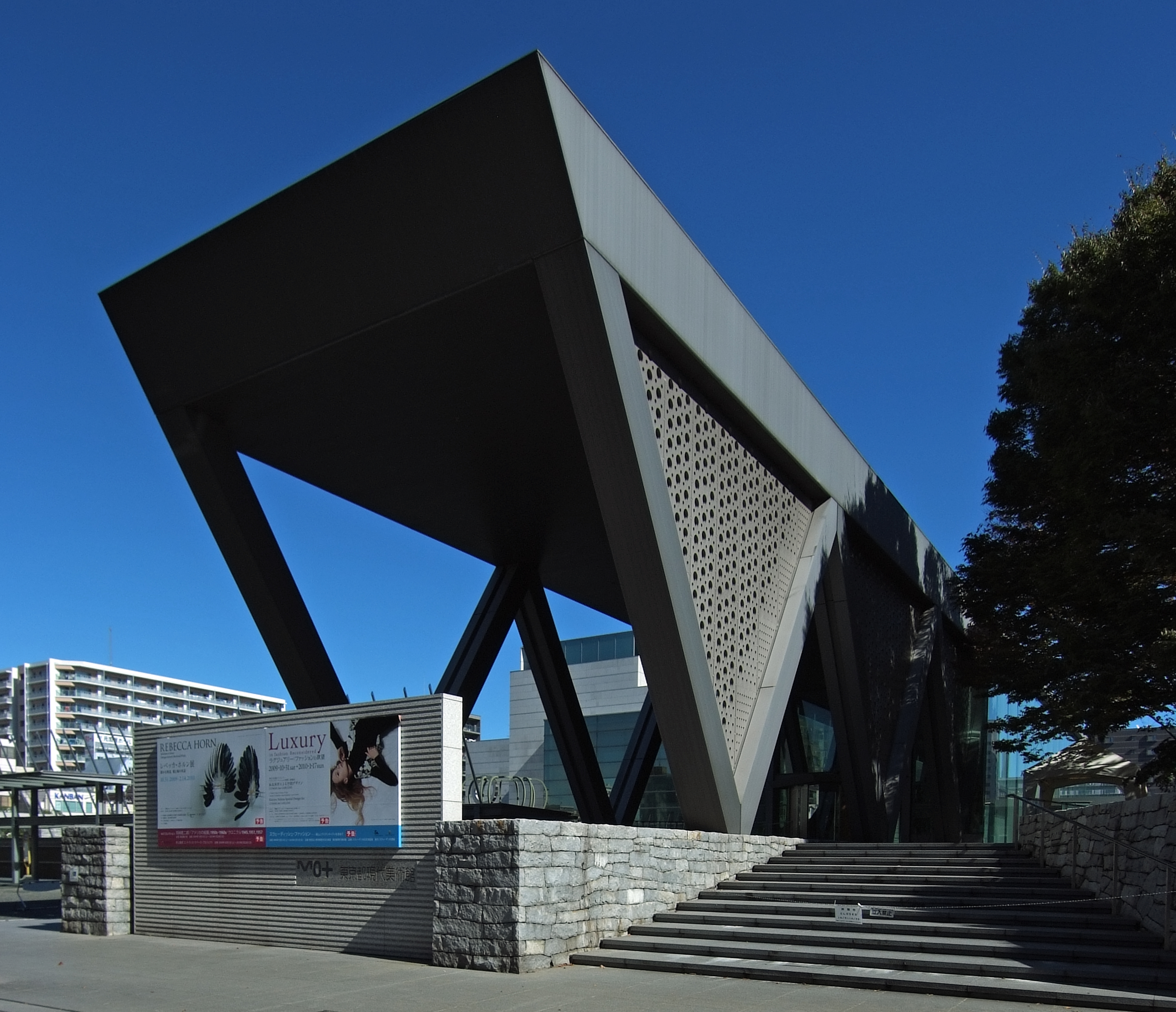
موزه هنرهای معاصر توکیو

موزه هنرهای معاصر توکیو (به ژاپنی: 東京都現代美術館, Tōkyō-to Gendai Bijutsukan) یک موزه هنر معاصر در کوتو-کو، توکیو، ژاپن است. این موزه در سال ۱۹۹۵ میلادی در پارک کیبا افتتاح شده است.

## مجموعه آثار هنری
- مریلین مونرو اثر اندی وارهول (۱۹۶۷)
- دختری با روبان مو اثر روی لیکتنستاین (۱۹۶۵)[۱]
- هانی پاپ اثر توکوجین یوشیوکا (۲۰۰۱)